# NGC 3250C
NGC 3250C је спирална галаксија у сазвежђу Шмрк (Пумпа) која се налази на NGC листи објеката дубоког неба.
Деклинација објекта је - 40° 0' 9" а ректасцензија 10h 27m 42,3s. Привидна величина (магнитуда) објекта NGC 3250 износи 13,5 а фотографска магнитуда 14,3. NGC 3250C је још познат и под ознакама ESO 317-28, MCG -7-22-8, IRAS 10255-3944, PGC 30774.